# Brachynomada grindeliae
Brachynomada grindeliae là một loài Hymenoptera trong họ Apidae. Loài này được Cockerell mô tả khoa học năm 1903.

## Hình ảnh

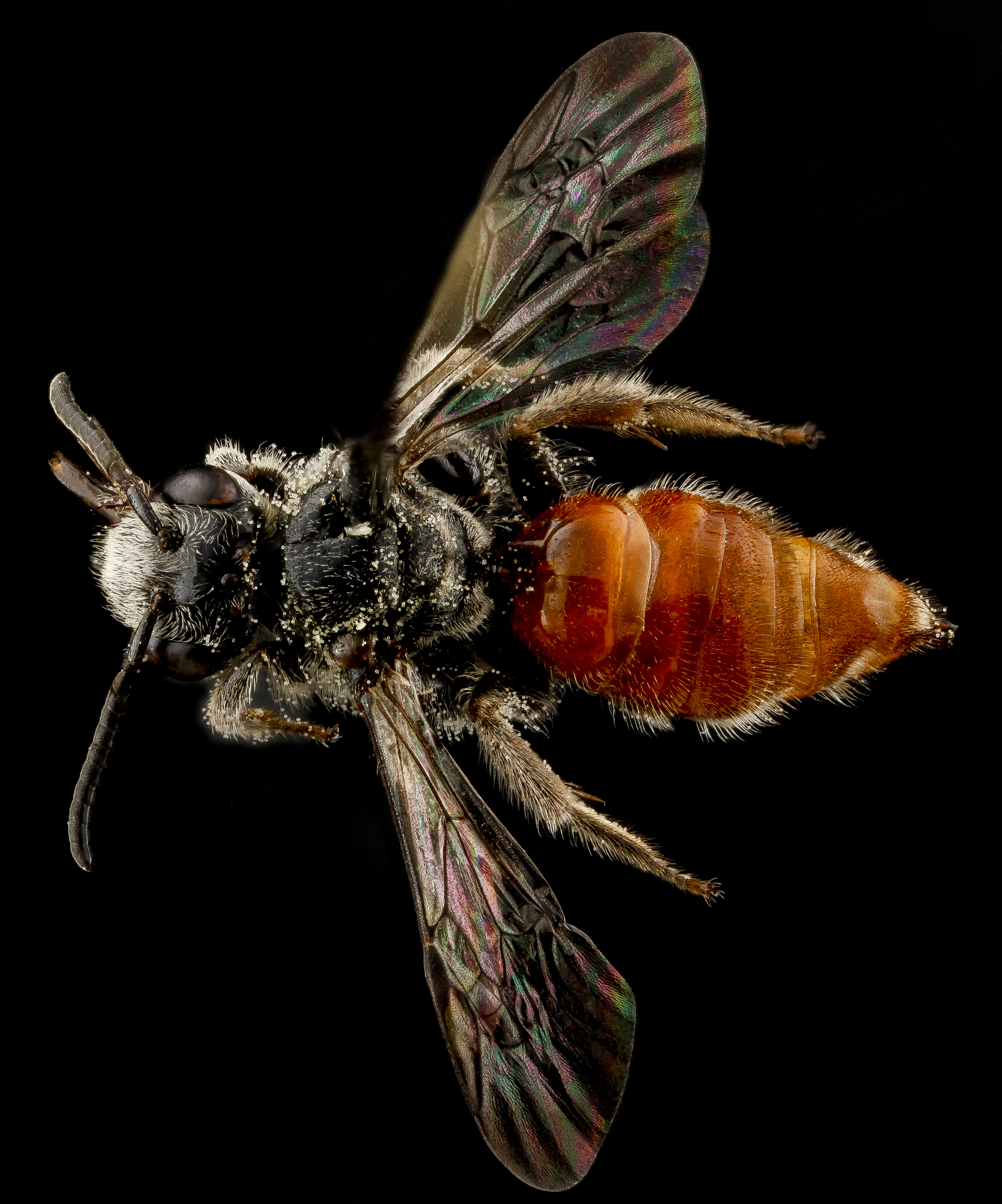
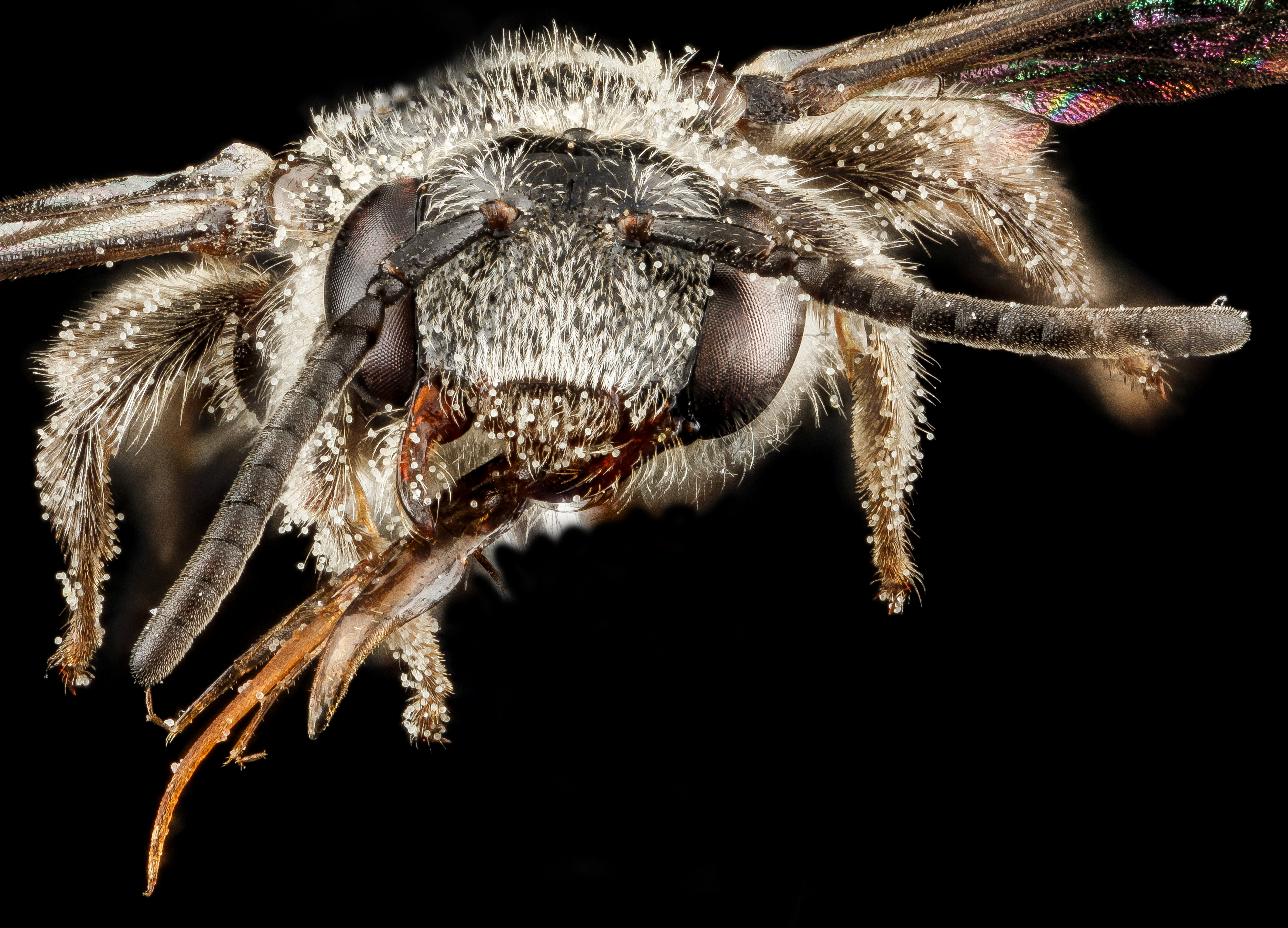